# Desempleo estructural

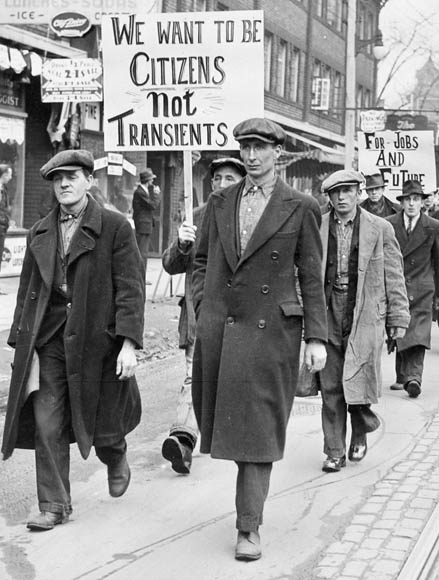
Marcha de desempleados durante la Gran Depresión en Toronto, Canadá, 1930. Las leyendas de las pancartas dicen: Queremos ser ciudadanos, no vagabundos y Empleo y futuro.

El desempleo estructural es la tasa de desempleo compatible con una inflación de salarios constante (tasa de paro no aceleradora de los salarios, NAWRU en su acrónimo en inglés) o con una inflación de precios constante (tasa de desempleo no aceleradora de la inflación, NAIRU en su acrónimo inglés), dadas unas condiciones económicas normales. Es un tipo de desempleo involuntario de carácter a largo plazo que no disminuye ni desaparece mediante medidas de demanda agregada expansiva. El desempleo estructural suele ir asociado a rigideces en los mercados laborales y de bienes, y a la histéresis del desempleo derivado de los ciclos económicos (desempleo cíclico).
El desempleo estructural no es considerado en la economía clásica (Adam Smith, David Ricardo, John Stuart Mill) ya que entendía que la competencia y el Laissez faire garantizaban el pleno empleo. Muy distinta es la posición de Thomas Malthus y de Karl Marx; este último consideraba el desempleo estructural como un rasgo permanente y estructural del sistema capitalista hasta el punto de crear el concepto de Ejército industrial de reserva para explicar que el capitalismo necesitaba una reserva de mano de obra suficiente para garantizar unos costes salariales bajos y unos condiciones laborales deficientes. En la actualidad, el desempleo estructural se suele identificar con el concepto de "tasa natural de desempleo" o "tasa de desempleo no aceleradora de la inflación" (NAIRU en su acrónimo inglés).

## Visión académica
Desde el ámbito académico, y en concreto desde la Nueva Economía Keynesiana, se achaca la persistencia del desempleo a la existencia de rigideces en los mercados de factores y de bienes que impiden que estos alcancen el equilibrio de pleno empleo sin tensiones inflacionistas.
Cabe destacar como causas de estas rigideces, las siguientes:
- El poder de mercado de las empresas.
- La pérdida de capital humano de los parados de larga duración.
- La negociación colectiva a nivel intermedio (sectorial) que impide tener en cuenta los desempleados en la negociación de salarios de equilibrio.

Estas rigideces dan lugar a que las políticas de demanda expansivas tengan efectos sobre la inflación y no sobre el empleo, no siendo efectivas en el largo plazo.

### Respuestas al desempleo estructural
La idea es solucionar las rigideces en los mercados a fin de que las políticas de demanda expansivas sean compatibles con una creación de empleo no aceleradora de la inflación. Destaca en este sentido medidas tales como:
- La liberalización de los mercados de bienes y servicios.
- La formación de los trabajadores.
- La reforma de las instituciones de negociación colectiva, acercándolas a sistemas de negociación muy descentralizadas (modelo anglosajón) o muy centralizadas (modelo nórdico).

## Visión heterodoxa

### Causas
Una visión económica más heterodoxa, considera que tanto en las crisis cíclicas como en los periodos de crecimiento económico, la causa del desempleo estructural es la desigualdad en la distribución de la renta que provoca una sobreproducción (desajuste entre oferta y demanda) por subconsumo y un aumento del desempleo que incrementa, en un círculo vicioso, la superproducción, de nuevo el subconsumo y el despido masivo de empleados para ajustar la producción a la crisis de demanda.
El desempleo estructural también es asociado al desempleo tecnológico (derivado de las revoluciones tecnológicas). El desempleo estructural corresponde técnicamente a un desajuste entre oferta y demanda de trabajadores. Esta clase de desempleo, a diferencia del desempleo estacional y el desempleo friccional, es permanente, pues no depende del tiempo sino de la capacidad de absorción de fuerza de trabajo que tiene el capital constante, cuya acumulación promueve un aumento de la productividad de la fuerza de trabajo y contradictoriamente promueve un mayor desempleo de esta categoría, y en ese cuadro, la característica de la oferta suele ser distinta a la característica de la demanda lo que hace probable que un porcentaje de la población no pueda encontrar empleo de manera sostenida. En un contexto de libre mercado, se suma a la crisis de las masas asalariadas la de las medianas y pequeñas empresas que no logran adaptar su respuesta a las crisis cíclicas del sistema capitalista en la que sólo los grandes conglomerados empresariales -holdings- pueden funcionar. El factor tecnológico es un elemento a considerar permanentemente en las crisis capitalistas. La fusión de las empresas motrices del sistema (monopolio) y el constante progreso tecnológico hace que la mano de obra sea menos requerida en alta tecnología, desplazándose grandes masas hacia trabajos informales o de carácter precario.
Las características principales que se advierten en el desempleo de tipo estructural son:
- Desajuste sostenido entre la calidad y características de la oferta y la demanda.
- Desadaptación del conjunto de los factores económicos respecto a la economía externa e incapacidad del mercado interno para paliar esa diferencia.
- Obsolencia gráfica de un modelo productivo determinado.

### Respuestas al desempleo estructural

#### Respuestas desde el intervencionismo estatal
Para el intervencionismo las respuestas del liberalismo económico, en una economía globalizada, no resuelven el desempleo estructural y requieren tanto de medidas keynesianas (economía mixta, gasto público) como de carácter estructural como la reducción del tiempo de trabajo y la implantación de modelos de redistribución de la renta entre los subempleados y desempleados (renta básica universal, rentas de inserción, salarios sociales o ingreso ciudadano) que respondan a una constatación radical: las nuevas tecnologías (informática, robótica, telecomunicaciones, biotecnologías) sumadas a los procesos de mecanización del campo y automatización industrial, aportan una productividad y una riqueza que hace innecesaria una cantidad ingente de mano de obra.

#### Respuestas desde la liberación del mercado
Las respuestas desde la liberalización son la no intervención del estado, la eliminación de las denominadas políticas fiscales (conservadurismo fiscal y reducción del peso del Estado para los contribuyentes), privatización, y desregulación económica y desregulación de los mercados laborales. Estas medidas aplicadas en países intervencionistas en crisis en ocasiones reciben el nombre de medidas de ajuste estructural, si bien no todos los ajustes necesariamente responden a una lógica de liberalización. 
Desde las ideas de liberalización, las nuevas tecnologías destruyen empleos obsoletos, pero así mismo generan nuevos con más productividad (destrucción creativa), y los consumidores no deberían pagar por productos (y por tanto empleos) que no desean consumir más, de lo contrario la cantidad de riqueza producida y por tanto empleos nuevos se reduce al intentar preservar empleos obsoletos (falacia de la ventana rota). La flexibilización del mercado de trabajo y las reducción de costes laborales es parte de las medidas que los procesos de liberalización estiman necesarias para crecimiento económico, permitiendo el reparto de la riqueza creada mediante la creación de empleo.